# San Francisco, Argentina
San Francisco är en kommunhuvudort i Argentina.   Den ligger i provinsen Córdoba, i den centrala delen av landet, 500 km nordväst om huvudstaden Buenos Aires. San Francisco ligger 118 meter över havet och antalet invånare är 59 062.
Terrängen runt San Francisco är mycket platt. Det finns inga andra samhällen i närheten.
Runt San Francisco är det i huvudsak tätbebyggt. Runt San Francisco är det ganska glesbefolkat, med 23 invånare per kvadratkilometer.